# Armando Alfageme
Armando André Alfageme Palacios (ur. 3 listopada 1990 w Limie) – peruwiański piłkarz występujący na pozycji pomocnika w peruwiańskim klubie Municipal. Wychowanek Universitario, w swojej karierze grał także w takich zespołach jak Real Garcilaso, Unión Comercio oraz UTC Cajamarca. Znalazł się w kadrze reprezentacji Peru na Copa América 2016.